# Francisco Revelles Tejada
Francisco Revelles (Valdecaballeros, 22 de abril de 1938 — Segovia, 23 de agosto de 2003) fue un pintor en acuarela español de renombre internacional.

## Biografía
Nacido en Valdecaballeros (Badajoz) en 1938, Francisco Revelles desarrolló su sentido artístico desde muy pequeño. Durante su infancia se traslada a Madrid, donde recibe sus primeras lecciones de pintura del polifacético artista Luis Lucas.
Con tan sólo 14 años, ingresa en la Escuela Central de Artes y Oficios de Madrid. Allí tuvo como profesores de dibujo y pintura a Antonio Solís Ávila y José Suárez Peregrín. Años después, ingresó en la Agrupación Española de Acuarelistas de Madrid, donde perfeccionó su técnica de la mano de artistas como Manuel Martínez Lamadrid, Julio Quesada Guilabert, Julio Visconti y José Abad Azpilicueta. Su buen hacer le llevó incluso a ejercer como profesor de Paisaje, en esta entidad durante dos cursos.
En la década de 1970 Revelles se traslada a Puerto Rico. En la isla caribeña expone en las mejores galerías y comparte trabajo y amistad con los más grandes artistas puertorriqueños, como Augusto Marín, Rafael Tufiño, Lorenzo Homar y Rafael Motta, entre otros. Durante cinco años, el artista plasma sobre papel los mejores paisajes de la "Isla del Encanto" y consigue que su obra entre a formar parte de importantes colecciones pictóricas, tanto públicas como privadas (Muséo Arte Contemporáneo de Los Ángeles, la Casa Blanca (Estados Unidos), entre otros).[cita requerida]
Ya en 1975, Francisco Revelles decide regresar a España y lo hace instalándose en la localidad madrileña de Colmenar Viejo, donde también fijaría su estudio. Con el paso de los años, la obra de Revelles obtiene reconocimientos tan prestigiosos como el Premio Nacional de Acuarela de Caja Madrid, que le fue otorgado en dos ocasiones.
Tras infinidad de exposiciones individuales, a partir de 1993, el acuarelista se introduce en el circuito de los concursos de pintura rápida. En la práctica totalidad de los municipios donde se celebran el artista obtuvo los más importantes galardones.[cita requerida] El último precisamente en Certamen Nacional de Pintura de Sigüenza (Guadalajara), "Doncel de Sigüenza", donde se alzó con el primer premio el pasado 17 de agosto de 2003.
Seis días más tarde, el 23 de agosto, cuando se disponía a iniciar el trabajo con el que iba a participar en el Concurso de Pintura Rápida de San Pedro de Gaíllos (Segovia), Francisco Revelles fallecía repentinamente.

## Premios de Pintura
- 1965

- 1º Premio Acuarela Diputación Provincial de Segovia
- 1º Premio de Dibujo Diputación Provincial de Segovia

- 1968

- Paleta de Plata Agrupación Española de Acuarelistas, Madrid.

- 1971

- Medalla de Oro "Concurso de Pintura Puerto Rico"

- 1972

- Mención de Honor "Certamen de Pintura IBEC", Puerto Rico.

- 1973

- Tercera Medalla "450 Aniversario San Juan de Puerto Rico"

- 1977

- Medalla "Felipe Trigo" Excelentísimo Ayuntamiento de Madrid.
- Mención de Honor, VII Conc. de Pintura Majadahonda, Madrid.
- 2º Premio "I Certamen Nacional de Acuarela" Caja Madrid.
- 1º Premio de Acuarela Caja Madrid (Majadahonda).

- 1978

- 3º Premio (óleo) Fiestas de Getafe
- 2º Premio Pintura Almonacid de Zorita (Guadalajara)
- 1º Premio de Acuarela Ciudad de Albarracín (Teruel)
- 2º Premio II Certamen de Acuarela Cajamadrid (Madrid)

- 1979

- 1º Premio VI Certamen Nacional de Acuarela (Madrid)

- 1982

- 1º Premio Pintura "Villa de Riaza" (Segovia)

- 1983

- 1º Premio X Certamen Nacional de Acuarela (Madrid)

- 1992

- Premio "Mejor Composición" III Parque del Buen Retiro
- 2º Premio de Pintura al aire libre de Miraflores de la Sierra

- 1993

- Premio "Mejor Composición" IV Parque del Buen Retiro
- Premio Acuarela "II Concurso de Pintura de Colmenar Viejo"
- Mención de Honor Pintura, San Rafael (Segovia)
- 1º Premio Pintura San Pedro de Gaíllos (Segovia)
- 1º Premio Lastras de Cuéllar (Segovia)

- 1994

- 1º Premio Acuarela "Ciudad de Avila".
- Accésit Concurso de Pintura, Miraflores de la Sierra
- 2º Premio, II Concurso de Pintura "Checa" (Guadalajara)
- 1º Premio Acuarela Lastras de Cuéllar (Segovia)

- 1995

- Mención de Honor Concurso de Pintura "Ciudad de Avila"
- Premio Acuarela V Concurso de Pintura de Colmenar Viejo
- Premio "Pintura Realista" JECO, Cifuentes (Guadalajara)
- Premio Votación Popular "Villa de Horche" (Guadalajara)
- 2º Premio Pintura "Villa de Riaza" (Segovia)
- Accésit III Concurso de Pintura "Checa" (Guadalajara)
- 5º Premio "El Sol del Membrillo" Fuenlabrada (Madrid)

- Premio Carteles "Fiesta de la Vaquilla" Colmenar Viejo
- Premio de Acuarela "Ciudad de Avila"
- 2º Premio de Acuarela "Centro Comercial Aluche" (Madrid)

- 1997

- 2º Premio de Pintura de Sanchonuño (Segovia)
- 3º Premio de Pintura "Villa de Checa" (Guadalajara)
- 2º Premio de Pintura San Justo de la Vega (León)
- 1º Premio de Acuarela Lastras de Cuéllar (Segovia)
- 2º Premio de Pintura "Villa de Trijueque" (Guadalajara)
- 2º Premio de Pintura "Villa de Fromista" (Palencia)

- 1998

- Premio Carteles "Fiestas de la Vaquilla" Colmenar Viejo
- 1º Premio de Pintura Rápida Ciudad de Palencia
- 1º Premio de Pintura Rápida Fuenlabrada (Madrid)

- 1999

- 3º Premio Villa de Trijueque (Guadalajara)
- 4º Premio Villa de Brihuega (Guadalajara)
- 1º Premio de Pintura "Villa de Valdemoro" (Madrid)

- 2000

- 1º Premio de Pintura Rápida "Villa de Chiloeches"
- 2º Premio de Pintura Cabanillas del Campo (Guadalajara)
- 1º Premio de Acuarela "Rodilla" Parque del Buen Retiro
- 1º Premio Acuarela Carbonero el Mayor (Segovia)

- 2001

- 1º Premio de Pintura Ciudad de Sigüenza (Guadalajara)
- 1º Premio de Acuarela Ciudad de Ávila
- 1º Premio de Acuarela Colmenar Viejo (Madrid)
- 2º Premio de Pintura Villa de Horche (Guadalajara)
- 2º Premio de Pintura Villa de Riaza (Segovia)
- 1º Premio de Acuarela de San Rafael (Segovia)
- 2º Premio Pintura Rápida Ciudad de Guadalajara

- 2002

- 1º Premio de Pintura Mohernando (Guadalajara)
- 3º Premio Ciudad de Getafe (Madrid)
- 4º Premio Villa de Griñón (Madrid)
- 8º Premio Castellar (Jaén)
- 3º Premio de Acuarela "Segovia, Patrimonio de la Humanidad"
- 3º Premio de Acuarela Alcaudete (Jaén)
- Mención de Honor Acuarela Priego de Córdoba (Córdoba)
- Mención de Honor Villa de Santa Cruz del Valle (Ávila)
- 1º Premio Villa de Trillo (Guadalajara)
- 1º Premio de Acuarela Ayunt. de Espinar (Segovia)
- 4º Premio Villa de Trijueque (Guadalajara)
- 1º Premio de Pintura Ciudad de Guadalajara
- 1º Premio de Acuarela Torrelodones (Fund. Rafael Boti, Madrid)
- 1º Premio de Acuarela Ciudad de León

- 2003

- 2º Premio Pintura San Agustín de Guadalix (Madrid)
- 1º Premio de Acuarela Guadarrama (Madrid)
- 9º Premio de Pintura Castellar (Jaén)
- 1º Premio Acuarela Villa de Getafe (Madrid)
- 2º Premio de Pintura Chiloeches (Guadalajara)
- 1º Premio Pintura Yunquera de Henares (Guadalajara)
- 1º Premio de Pintura Ciudad de Sigüenza (Guadalajara)